# Payex
Payex, av företaget skrivet PayEx, är ett dotterbolag till Swedbank och är ett av Finansinspektionen auktoriserat kreditmarknadsbolag som främst arbetar med utkontraktering av betalningsprocesser. Payex startade, under namnet Faktab, som ett enmansföretag 1972 av entreprenören Max Hansson (1944–2018). Payex sysslar bland annat med betalningslösningar för Internet, mobil och fysisk handel, rating/billing, faktura- och reskontrahantering, inkasso samt kredithantering. Företaget bytte namn från Faktab till Payex i augusti 2006 bland annat på grund av internationell tillväxt. Företaget har 2020 cirka 750 medarbetare., varav 470 jobbar inom affärsområdet Swedbank Pay. Payex har sitt huvudkontor i Visby. Övriga kontor är belägna i Stockholm, Oslo, Köpenhamn och Lahtis.
Swedbank köpte Payex i maj 2017.

## Swedbank Pay
Swedbank Pay är ett varumärke tillhörande Payex. Under varumärket levereras betalningslösningar i Norden och Baltikum, både inom E-handel och till fysiska butiker, restauranger och småföretagare, och de är marknadsledande[källa behövs] i Sverige och Baltikum inom kortinlösen.
Redan 1985 började Swedbank bedriva kortlösenverksamhet, då under namnet Swedbank Babs, (Bankadministrativ betalservice)
De var bland de första att hantera kortinlösen, för själva kortinlösen skrev man då avtal med Swedbank Babs (även kallat Swedbank Card Services) och för terminalen skrev man avtal med Babs Paylink som då var ett dotterbolag till Swedbank. 
Swedbank Pay introducerades på marknaden den 1 oktober 2019 i samband med konsolidering av PayEx och Swedbank Commerce.

## WyWallet
I januari 2012 tecknade 4T Sverige AB, ett gemensamt bolag bildat av Sveriges mobiloperatörer (Telia, Tele2, Telenor och 3) avtal med Payex om utveckling, drift och support av infrastrukturen för en ny mobil betaltjänst. I juni 2012 lanserades WyWallet, den mobila plånboken. Tjänsten var ett annat sätt förutom SMS för mobilkunderna att betala med en mobiltelefon. 2015 såldes 4T Sverige AB och WyWallet till Payex. Tjänsten upphörde den 25 maj 2018.